# Stilobezzia pruinosa
Stilobezzia pruinosa är en tvåvingeart som först beskrevs av Jean-Jacques Kieffer 1917.  Stilobezzia pruinosa ingår i släktet Stilobezzia och familjen svidknott. Inga underarter finns listade i Catalogue of Life.